# Fraternité sacerdotale Saint-Josaphat
 (août 2022).
Si vous disposez d'ouvrages ou d'articles de référence ou si vous connaissez des sites web de qualité traitant du thème abordé ici, merci de compléter l'article en donnant les références utiles à sa vérifiabilité et en les liant à la section « Notes et références ».
La Sainte-Fraternité du Hiéromartyr-Saint-Josaphat-Koncévitch (sigle : FSSJK), plus connue sous le nom de Fraternité sacerdotale Saint-Josaphat (en ukrainien : Братство традиціоналістів Святого Йосафата, Bratstvo tradytsionalistiv Svyatogo Yosafata), est une société de prêtres catholiques ukrainiens. 
Placée sous le patronage de saint Josaphat Kountsevitch (1584-1623), la fraternité est fondée en 2000, par Basil Kovpak (en), et a pour but principal la formation de prêtres. Cette institution est affiliée à la Fraternité sacerdotale Saint-Pie-X depuis 2003 et en est la représentante en Ukraine.

## Le charisme de la fraternité

### La sauvegarde du rite slavon
À l'image des traditionalistes occidentaux qui défendent l'usage liturgique du latin contre celui des langues vernaculaires, la Fraternité sacerdotale Saint-Josaphat (FSSJK) s'oppose à l'abandon par l'Église catholique ukrainienne du slavon d'église, langue liturgique traditionnelle des Églises slaves orthodoxes et catholiques, au profit de l'ukrainien moderne. 
Pour les contradicteurs de la fraternité l'essence de la pratique liturgique orientale serait de prier dans une langue comprise par le peuple, ce que n'est plus le slavon d'église, en particulier au sein de la diaspora. Pour la fraternité, néanmoins, le rite slavon est essentiel pour souligner la nécessaire unité catholique entre tous les peuples slaves et pour affaiblir le nationalisme, qui a longtemps divisé les chrétiens slaves.

### Le refus de l'œcuménisme

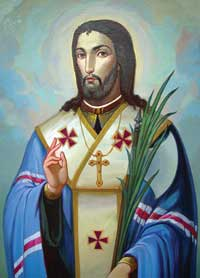
Saint Josaphat Kountsevitch.

La FSSJK condamne l'œcuménisme tel que le Saint-Siège et l'Église grecque-catholique ukrainienne le pratique, cette dernière ayant notamment refusé l'entrée en son sein de prêtres et de laïcs orthodoxes souhaitant se convertir, afin de garder de bonnes relations avec les Églises orthodoxes. La fraternité soutient le devoir de rechercher et de favoriser la conversion des « schismatiques orientaux ». 

### Le refus de la «délatinisation»
La FSSJK rejette les réformes de « délatinisation », appliquées au sein de l'Église gréco-catholique ukrainienne depuis les années 1930 et, plus encore, depuis la fin du concile Vatican II et la signature du décret Orientalium Ecclesiarum (1964). Concrètement, la FSSJK s'oppose à l'abandon forcé de certaines pratiques et traditions religieuses comme les chemins de croix, le rosaire ou encore l'ostension eucharistique. Toutefois, en rejetant ces réformes liturgiques, ils sont accusés de nier aux autorités ecclésiales le droit de procéder à de telles réformes.
Pour les adversaires de la FSSJK, les membres de la fraternité célèbreraient des offices trop courts — calqués sur les offices de rite romain, traditionnellement plus courts que ceux de rite oriental — et privilégierait des dévotions trop « romaines ». Les partisans de la société soutiennent toutefois que les symboles et rituels dits « latins » ont été empruntés à leurs voisins polonais, puis conservés pendant des siècles par les grecs-catholiques ukrainiens, et que leur suppression reviendrait à priver ces fidèles d'une partie de leur propre héritage sacré. Dans son ouvrage Persecuted Tradition, le père Basil Kovpak accuse par ailleurs la hiérarchie de l'Église gréco-catholique ukrainienne d'exercer une pression psychologique sur les clercs opposés ou simplement réticents à l'interdiction du rituel romain et avance que de nombreux fidèles, liés à ce rite depuis plusieurs générations, préféreraient ne plus aller à la messe plutôt que d'assister à une cérémonie « délatinisée ».

## Histoire

### Effectifs
La FSSJK possédait en l’année 2009, quinze églises et dix autres lieux de cultes.

### Séminaire
Le séminaire de la FSSJK est situé à Lviv, dans l'ouest de l'Ukraine. Il est dédié au Cœur immaculé de Marie et compte chaque année une trentaine de séminaristes. Selon la fraternité, le séminaire se veut un modeste tremplin pour la conversion de l'Ukraine et de la Russie au catholicisme. 
Il est jouxté d'un petit couvent de Sœurs basiliennes, liées à la fraternité.

### Excommunications
En 2003, le cardinal Lubomyr Husar, archevêque-majeur de l'Église gréco-catholique ukrainienne, excommunie le père Basil Kovpak (en), supérieur et fondateur de la FSSJK, en raison de son rapprochement avec la FSSPX. Cette première excommunication est alors déclarée nulle et non avenue par la rote romaine faute de « forme canonique ». 
En novembre 2007, la Congrégation pour la doctrine de la foi excommunie finalement le père Kovpak, pour sa participation à l'ordination, sans mandat épiscopal et selon le rite tridentin, de deux de ses prêtres par l'évêque Richard Williamson. 